# امیل تئودور کوخر
‏
امیل تئودور کوخر (به آلمانی: Emil Theodor Kocher) زیست‌شناس سویسی برنده جایزه نوبل فیزیولوژی و پزشکی در سال ۱۹۰۹ به خاطر مطالعه غدد بود.
- وی از دانش‌آموختگان دانشگاه زوریخ بود.
- فورسپس کوخر، از نام وی گرفته شده است.[۱]